# Тайсин
Тайсин (кит. упр. 泰兴, пиньинь Tàixīng) — городской уезд городского округа Тайчжоу провинции Цзянсу (КНР).

## История
Изначально эти места входили в состав уезда Хайлин (海陵县). Во времена Южной Тан в 937 году южная часть уезда Хайлин была выделена в отдельный уезд Тайсин (泰兴县).
В январе 1950 года был создан Специальный район Тайчжоу (泰州专区), и уезд вошёл в его состав. В 1953 году была образована провинция Цзянсу; тогда же Специальный район Тайчжоу был переименован в Специальный район Янчжоу (扬州专区). В 1971 году Специальный район Янчжоу был переименован в Округ Янчжоу (扬州地区). В 1983 году округ Янчжоу был преобразован в городской округ Янчжоу.
В 1992 году уезд Тайсин был преобразован в городской уезд.
В 1996 году из городского округа Янчжоу был выделен городской округ Тайчжоу, и городской уезд Тайсин вошёл в его состав.

## Административное деление
Городской уезд делится на 1 уличный комитет, 14 посёлков и 1 волость.

## Экономика
Тайсин является узловым пунктом газопровода из Тайаня (составная часть магистрального газопровода Россия — Хэйхэ — Шанхай корпорации PipeChina). 